# Magnalij
Magnalij je slitina aluminija i magnezija. 
Udio magnezija u slitini je od 10 do 30 %. Otporan je na morsku vodu, pa se koristi u brodogradnji. Zato što je vrlo lagan, koristi ga se u izradbi zrakoplovnih dijelova.